# Jacob Schmidt
Jacob Schmidt (født 25. februar 1971) var universitetsdirektør for Syddansk Universitet i perioden fra 1. september 2011 til februar 2014.
Han har tidligere været ansat i bl.a. DSB, TDC og Sikkerhedsstyrelsen.